# Ejler Bille
Ejler Bille (* 6. März 1910 in Odder in Jütland, Dänemark; † 1. Mai 2004) war ein dänischer Bildhauer und Maler und Mitglied der Künstlervereinigung CoBrA.

## Leben und Werk
Ejler Bille absolvierte von 1930 bis 1932 die Kunsthåndværkerskolen / Kunst- und Handwerksschule in Kopenhagen bei Bizzie Høyer und ging anschließend zur Königlich Dänischen Kunstakademie. Bille schloss sich 1934 der Gruppe Linien und 1940 der Künstlergruppe Corner an. 1949 wurde er Mitglied der Künstlervereinigung CoBrA. Bille schuf anfänglich kleine Skulpturen und begann später zu malen. Seine Inspirationsquelle waren Kandinsky und andere abstrakte Künstler.

„Eijler Bille, […] lehnt sich als erster gegen die Festschreibungen der Pariser Surrealisten auf und beschwört seine Künstlerkollegen, aus ihrer „traumfotografischen“ Trance zu erwachen und der schöpferischen Einbildungskraft die Zügel schießen zu lassen. Es bedarf jedoch der Signalwirkung von Jacobsens „Obhobning“, bevor Bille die Richtung erkennt, die es einzuschlagen gilt, auch wenn er diese selbst in Form der verschlüsselten, oftmals bunt bemalten Zeichen und Masken der organischen Skulpturen, die er seit 1931 anfertigt, zu ahnen scheint. Seine Malerei dagegen hat sich nie aus dem Korsett ausgewogener abstrakter Komposition, mit schwacher Konturierung und Windungen à la Arp, befreien können – bis 1938, als sein Werk diesen Rahmen sprengt und in leuchtende Farben und wilde Figurationen übergeht. Am stärksten hat Bille, neben Jacobsen, der spanische Surrealist Joan Miró beeinflußt, der für die gesamte COBRA-Bewegung von großer Bedeutung sein sollte. Ab 1948/49 besinnt sich Bille allerdings auf seinem Temperament gemäße, verhaltene Kompositionen in sanften Farben. [...]Eijler Bille verfolgt seit 1945 seine lyrische Abstraktion weiter, die manchmal ans dekorative grenzt.“

## Auszeichnungen
- 1960: Eckersberg-Medaillen
- 1969: Thorvaldsen Medalje
- 1987: Prins Eugens Medalje
- 2001: Amalienborg-prisen